# Johannes Kurzwelly
Johannes Kurzwelly (* 1867 in Leipzig; † 17. September 1922 ebenda) war ein deutscher Kunsthistoriker.
Johannes Kurzwelly war der Sohn des aus Chemnitz stammenden Arztes Martin Liberatus Kurzwelly (1831–1882) und von dessen Ehefrau Thekla Caecilie, geb. Heinig (1836–1923). Er hatte drei Brüder und eine Schwester. Sein Bruder Albrecht (1868–1917) war ebenfalls Kunsthistoriker und ab 1895 am Kunstgewerbemuseum Leipzig tätig und von 1901 bis zu seinem Tode Direktor des Stadtgeschichtlichen Museums in Leipzig. Sein Bruder Ludwig war Arzt.
Der sehr sprachbegabte Johannes Kurzwelly besuchte die Thomasschule zu Leipzig. Er war zwar nur Autodidakt auf dem Gebiet der Kunstgeschichte, eignete sich jedoch eine überragende kunsthistorische Bildung an. Von Anfang an war er Mitarbeiter der Redaktion des Allgemeinen Lexikons der Bildenden Künstler von der Antike bis zur Gegenwart in Leipzig, dessen erster Band 1907 erschien, und blieb dies bis zu seinem Tode. Er verfasste zahlreiche Einträge für das Lexikon, gezeichnet als „–y.“ oder „J. Kurzwelly“.
Kurzwelly war im Besitz eines Fragments einer Armenbibel, zu dem er eine kurze Abhandlung veröffentlichte.
Er starb im Alter von 55 Jahren im Diakonissenkrankenhaus Leipzig und wurde wie Eltern und Geschwister im Kurzwellyschen Erbbegräbnis in der V. Abteilung des Neuen Johannisfriedhofs beerdigt.

## Schriften (Auswahl)
- Selwyn Brinton: Mantua (= Berühmte Kunststätten Nr. 37). Übersetzt von Johannes Kurzwelly. Seemann, Leipzig 1937
- Fragment aus der ältesten deutschen Armenbibel-Handschrift.  In: Zeitschrift für Bildende Kunst. Neue Folge 20, 1909, S. 22–28 (Digitalisat).
- Buffalmacco- und Traini-Fragen. Einige Randbemerkungen zu Pèleo Baccis Buffalmacco-Publikation. In: Repertorium für Kunstwissenschaft. 35, 1912, S. 337–362 (Digitalisat).
- Bibliografic̆̌eskije listki: russkije portrety Fridricha Tischbejna. In: Straryjegody St. Petersburg März 1913.
- Vom Gastfreien Pastor und seinen Vorläufern. In: Zeitschrift für Bücherfreunde. Neue Folge 10, 1919, S. 278–280 (Textarchiv – Internet Archive).
- Stammtafel der Familie Kurzwelly. Leipzig 1917, OCLC 72618923 (archiv.sachsen.de).
- Verspätete Entlarvung eines Verbrechens aus Künstlerneid. Ein kleiner Nachtrag zur Oeser-Biographie. In: Der Leipziger. Illustrierte Wochenschrift für Leipzig und seine Umgebung. 4, 1922, S. 10.